# HURRICANE EYES
『HURRICANE EYES』（ハリケーン・アイズ）は、LOUDNESSのアルバム。1987年8月25日発売。発売元はワーナーミュージック・ジャパン。

## 解説
帯コピーは「俺達の美学が、ここにある。ついに時代(とき)が来た。最強のニュー・アルバムを武器に、奴等は世界を席巻する!!」。
プロデューサーにジミ・ヘンドリックスやレッド・ツェッペリンのアルバムを手がけたエディ・クレイマー（「So Lonely」のみアンディ・ジョンズ）を迎えて製作され、レコーディングはドラム録りが銀座の音響ハウス、ベースがロサンゼルスのサウンド・シティ、残りはニューヨークのベアズヴィル・スタジオで行われた。
最初に海外でリリースされた後、日本語で再録され収録順、ギターソロ、ミックスが変更されたヴァージョンが日本でリリースされた。二井原によれば最初に英歌詞で出来上がっていたメロディに後から日本語歌詞を当てはめていくのに苦労したと述懐している。

## 収録曲
1. S.D.I.　[4:18]
人類による最終戦争を描いた曲。曲名のSDIとは、当時アメリカ合衆国が計画していた戦略防衛構想（Strategic Defense Initiative）のことである。6期に至るまでライブで歌われている定番曲でもある。
2. This Lonely Heart　[4:06]
3. Rock 'N Roll Gypsy　[4:37]
4. In My Dreams　[4:35]
5. Take Me Home　[3:19]
6. Strike Of The Sword　[3:53]
人類の行き過ぎた技術革新の果ての破滅を警告する曲。
7. Rock This Way　[4:10]
8. In This World Beyond　[4:28]
リリース前年に起きたチェルノブイリ原子力発電所事故を歌った曲で、歌詞にキエフなどの言葉が明確に登場している。
9. Hungry Hunter　[4:10]
10. So Lonely　[4:10]
『DISILLUSION 〜撃剣霊化〜』収録の「アレスの嘆き」の歌詞とメロディの一部を変更し、リアレンジしたもの。本曲の登場以降、2期までのライブではこちらが演奏されていたが、オリジナルメンバー復活後の5期以降は「アレスの嘆き」で演奏されている。

ジャパニーズ・ヴァージョン
1. Strike Of The Sword　[3:52]
「SO LONELY」B面。
2. So Lonely　[4:45]
8thシングル。
3. This Lonely Heart　[4:07]
ラジオ局用プロモシングル。
4. Hungry Hunter　[4:08]
5. In This World Beyond　[4:28]
6. Take Me Home　[3:19]
「THIS LONELY HEART」B面。
7. Rock 'N Roll Gypsy　[4:41]
8. In My Dreams　[4:41]
9. Rock This Way　[4:07]
10. S.D.I.　[4:22]

## クレジット
LOUDNESS
- 二井原実 – ボーカル
- 高崎晃 – ギター
- 山下昌良 – ベース
- 樋口宗孝 – ドラム

アディショナル・ミュージシャン
- グレッグ・ジェフリア – キーボード
- スティーヴ・"ゼウス"・ジョンスタッド、デイヴィッド・グレン・アイズレー、トッド・ハワース – バック・ボーカル

プロダクション
- エディ・クレイマー – プロデューサー、エンジニア、ミキシング
- トリー・スゥエンソン – エンジニア
- トム・キャドリー、中谷英己、後藤昌司、スタン・カタヤマ – アシスタント・エンジニア
- スコット・マブチ – ミキシング
- アンディ・ジョンズ – 「So Lonely」プロデューサー、ミキシング
- ビル・フリーシュ – 「So Lonely」エンジニア
- テッド・ジェンセン – マスタリング（ニューヨーク、スターリング・サウンド）
- ザム・ナガシマ – コーディネーター
- 中下利行 – エグゼクティブ・プロデューサー
- ジェフ・ウィルキンソン – アートワーク、デザイン
- ユタカ・アベ – ギター・テクニシャン
- ニール・プレストン – 写真